# Perameles pallescens
Perameles pallescens is een buideldas uit het geslacht der spitsneusbuideldassen. De wetenschappelijke naam van de soort werd voor het eerst geldig gepubliceerd door Oldfield Thomas in 1923.

## Taxonomie
Deze soort werd traditioneel als ondersoort van  de spitsneusbuideldas (Perameles nasuta) gerekend, maar uit onderzoek uit 2016 is gebleken dat het een aparte soort is.

## Voorkomen
De soort komt voor in het noordoosten van Queensland.